# Maria Luiza Jobim
Maria Luiza Lontra Jobim  (20 de março de 1987) é uma cantora e compositora brasileira.
Filha do maestro Tom Jobim e de Ana Jobim, Maria foi a vocalista da banda Baleia e fez parte do Opala, um duo de música eletrônica, com Lucas de Paiva. Em 1994, participou, ao lado do pai, do álbum Antonio Brasileiro — nas canções Samba de Maria Luiza e Forever Green. No ano seguinte, o disco ganhou o Grammy de melhor performance de jazz latino. A artista estudou, por alguns anos, Arquitetura e Letras. Em 2006, gravou, junto ao sobrinho Daniel Jobim, o tema de abertura da novela Páginas da Vida, da Rede Globo, com a versão em português de Wave, clássico de seu pai. No final de 2019, estreou seu primeiro álbum de estúdio, Casa Branca.